# Шпаков, Иван Владимирович
Ива́н Влади́мирович Шпа́ков (род. 8 июня 1986, Кингисепп, Ленинградская область) — российский футболист, нападающий.

## Карьера
В «Крылья Советов» перешёл в апреле 2003 из клуба второго дивизиона России «Мострансгаз». В 2003—2004 годах выступал только за дублирующий состав самарского клуба. 16 апреля 2005 года дебютировал в российской премьер-лиге на «Металлурге» в матче против московского «Локомотива» (0:0). Всего в свой первый сезон молодой нападающий «Крыльев» сыграл в четырнадцати матчах чемпионата, в основном выходя на замену. Также Шпаков принял участие в трёх матчах Кубка УЕФА.
На последнем сборе межсезонья перед началом чемпионата России 2006 года Иван Шпаков получил тяжёлую травму, из-за которой пропустил первую половину чемпионата. После операции и долгого периода восстановления игроку не нашлось места в основном составе «Крыльев», и он вслед за Силвой Леилтоном был передан в аренду до конца чемпионата в ярославский «Шинник».
Сезон 2007 года игрок провёл в составе самарской команды, сыграл всего 6 матчей, в каждом выходя на замену под конец игры.
На 2008 год Шпаков не вошёл в заявку «Крыльев Советов» и в апреле 2008 перешёл в латвийский клуб «Рига».
С сентября 2008 года по июль 2010 года играл в клубе «Вентспилс».
8 августа 2010 стало известно, что нападающий заключил четырёхлетний контракт с сочинской «Жемчужиной».
Имеет опыт выступления за юношескую сборную России (с 2001 года).